# Großohr-Kletterratte
Die Großohr-Kletterratte (Ototylomys phyllotis) ist eine in Mittelamerika lebende Nagetierart aus der Gruppe der Neuweltmäuse.

## Merkmale
Diese Tiere erreichen eine Kopfrumpflänge von 10 bis 19 Zentimetern und eine Schwanzlänge von 10 bis 19 Zentimeter. Das Gewicht variiert zwischen 63 und 120 Gramm. Das lange, weiche Fell ist an der Oberseite graubraun gefärbt, die Unterseite ist weiß oder hellgrau, ebenso die Innenseite der Pfoten. Der lange Schwanz ist kaum behaart, ebenso sind die großen Ohren nackt.

## Verbreitung
Großohr-Kletterratten sind von Mexiko (Guerrero und Halbinsel Yucatán) bis Costa Rica verbreitet. Sie kommen in verschiedenen Lebensräumen vor, bevorzugen jedoch tropische Wälder mit felsigem Untergrund.

## Lebensweise
Sie sind nachtaktiv und leben vorwiegend auf Bäumen, manchmal sind sie aber auch am Boden zu finden. Ihre Nahrung besteht zum Großteil aus Früchten und Blättern.
Die Paarung kann das ganze Jahr über erfolgen. Die Tragzeit beträgt 50 bis 70 Tage, es kann allerdings zu einer verzögerten Einnistung kommen. Die Wurfgröße beträgt eins bis vier, die Jungen sind ausgesprochene Nestflüchter. Sie nehmen mit 11 Tagen schon feste Nahrung zu sich und pflanzen sich mit 29 Tagen fort.

## Systematik
Die Großohr-Kletterratte wurde 1901 von Clinton Hart Merriam als eigenständige Art beschrieben. Bis 2017 war Ototylomys phyllotis die einzige Art der Gattung Ototylomys. Im November 2017 wurde mit der La-Pera-Kletterratte (Ototylomys chiapensis) eine zweite Art beschrieben. Sie kommt in Bergregenwäldern im nördlichen Hochland von Chiapas vor.
Die nächsten Verwandten der Großohr-Kletterratte sind die Kletterratten, ansonsten ist sie in der Systematik der Neuweltmäuse weitgehend isoliert. Sie wird in die Unterfamilie der Tylomyinae eingeordnet.

## Gefährdung
Laut IUCN ist die Art nicht gefährdet, diese Angabe ist aber veraltet.